# 彰化市武德殿
彰化市武德殿，位於臺灣彰化縣彰化市，是日治時期郡市級武德殿，戰後改為忠烈祠，今列彰化縣定古蹟，委外活化作餐廳。

## 使用
彰化市武德殿為1929年興建，為大日本武德會所有，層級為郡市級，次年10月18日完工。戰後，武德殿改作忠烈祠時，每年僅3月29日青年節及9月3日軍人節公祭開放。供奉中華民族始祖、中華民國革命烈士及黃花崗七十二烈士、九十八位先烈的牌位。如出生於彰化市的賴和是1984年4月25日入祀。
今作義大利料理餐聽，2018年10月31日由福霖園藝開始營運。

## 建築

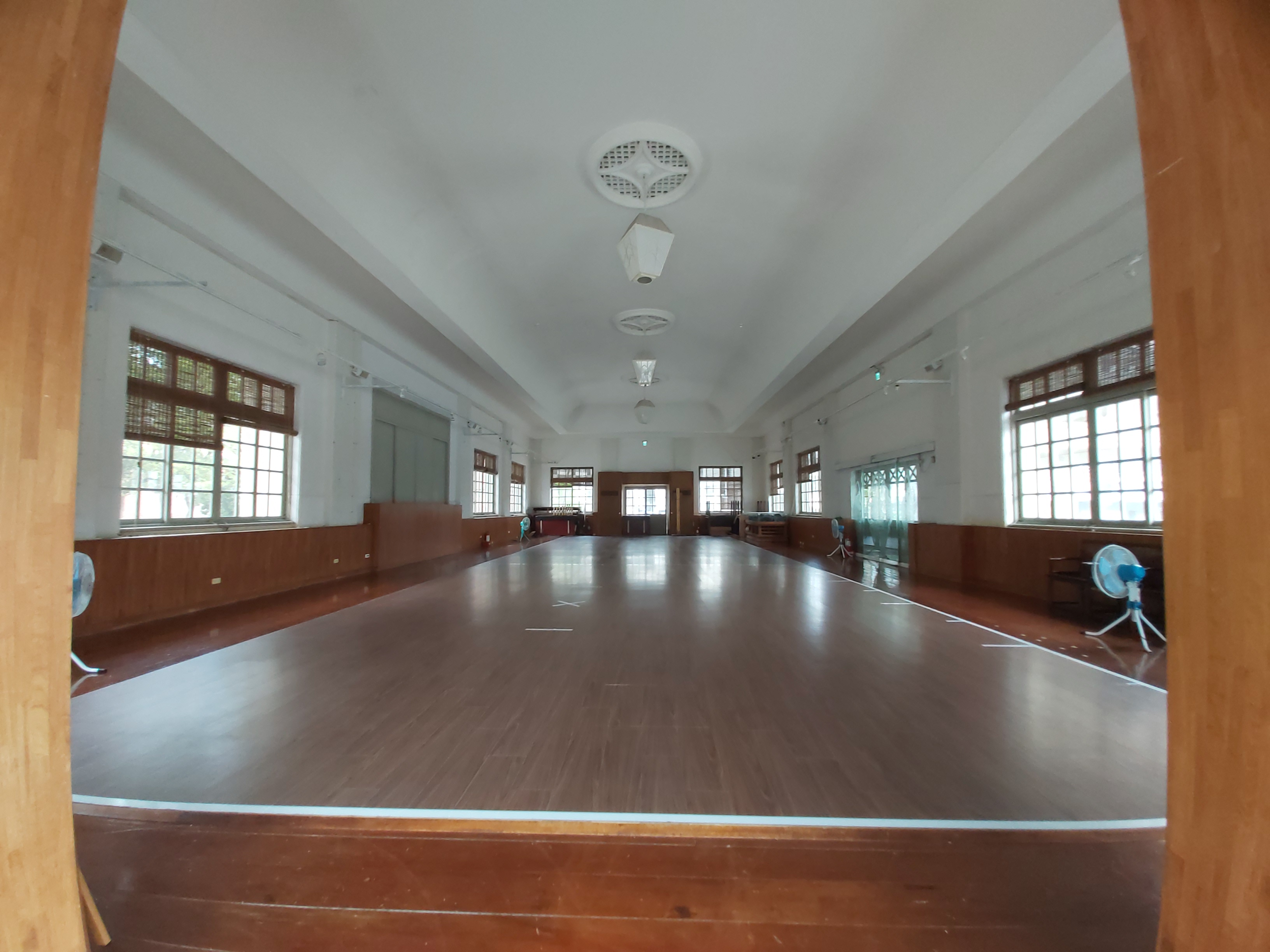
彰化市武德殿室內

整體日式建築結構比例及裝飾簡潔，主建材為檜木，建築包括演武場及後側附屬建築面積1679.6平方公尺，建坪390平方公尺，後方附屬更衣室與庭園，道場下設擴音甕和彈簧墊以使音效擴大且安全。今址為彰化市公園路一段45號，和彰化縣立美術館與節孝祠相鄰。

## 維護
作為忠烈祠期間長年閒置關係，木造棟樑、地板腐壞，九二一大地震更形惡化。2000年8月31日，學者專家到台灣民俗村參加古蹟講習會時，縣府民政局邀請會勘武德殿等。次月，武德殿因再利用資料提供不足，古蹟申請未通過。2001年5月31日，彰化縣歷史建築審查委員會來此會勘。7月10日，縣政府公告彰化市武德殿為歷史建築。2004年6月6日動土整修，由行政院文建會和921重建基金補助，耗資新台幣兩千五百二十七萬元，中途因梁柱損壞程度超出預計而停工，2005年10月25日啟用。一度因縣府欠缺人力管理，殿後方成為吸毒者聚會所在。
2007年3月，縣府委外經營，邀請文藝、武術社團投標，最後只有兩家公司投標，由福霖園藝以月租三萬得標，約定租期三年。該年4月，武德殿升為縣定古蹟。5月30日，民進黨議員群起抗議，要求縣府撤銷租約。9月21日議會臨時會，縣議員賴岸璋指責文化局長林田富放任業者大肆改造，現場竟有瓦斯桶等易燃設施。因得標業者企圖計畫經營火鍋等餐飲、在古蹟園區搭蓋廚房等事，外租活化拖延十年而未解決。其後建物因風災受損，縣府再次中央爭取補助款三百八十萬，2018年8月完成修復。